# Emanuel Barbara
Emanuel Barbara, né le 27 octobre 1949 à Gzira à Malte et mort le 5 janvier 2018 à Malindi au Kenya, est un prélat catholique maltais.
Diacre de l'Ordre des frères mineurs capucins en 1973, il est ordonné prêtre le 20 juillet 1974. Il est nommé évêque de Malindi (Kenya) le 9 juillet 2011.
Du 1er novembre 2013 au 21 février 2015, il est en outre administrateur apostolique de Mombasa.